# Uckange
 Uckange  es una población y comuna francesa, en la región de Lorena, departamento de Mosela, en el distrito de Thionville-Ouest y cantón de Florange.

## Demografía
| 7661 | 10 326 | 11 560 | 9524 | 9189 | 7905 |
| Para los censos de 1962 a 1999 la población legal corresponde a la población sin duplicidades (Fuente: INSEE [Consultar]) |        |        |      |      |      |